# Jean Diot und Bruno Lenoir

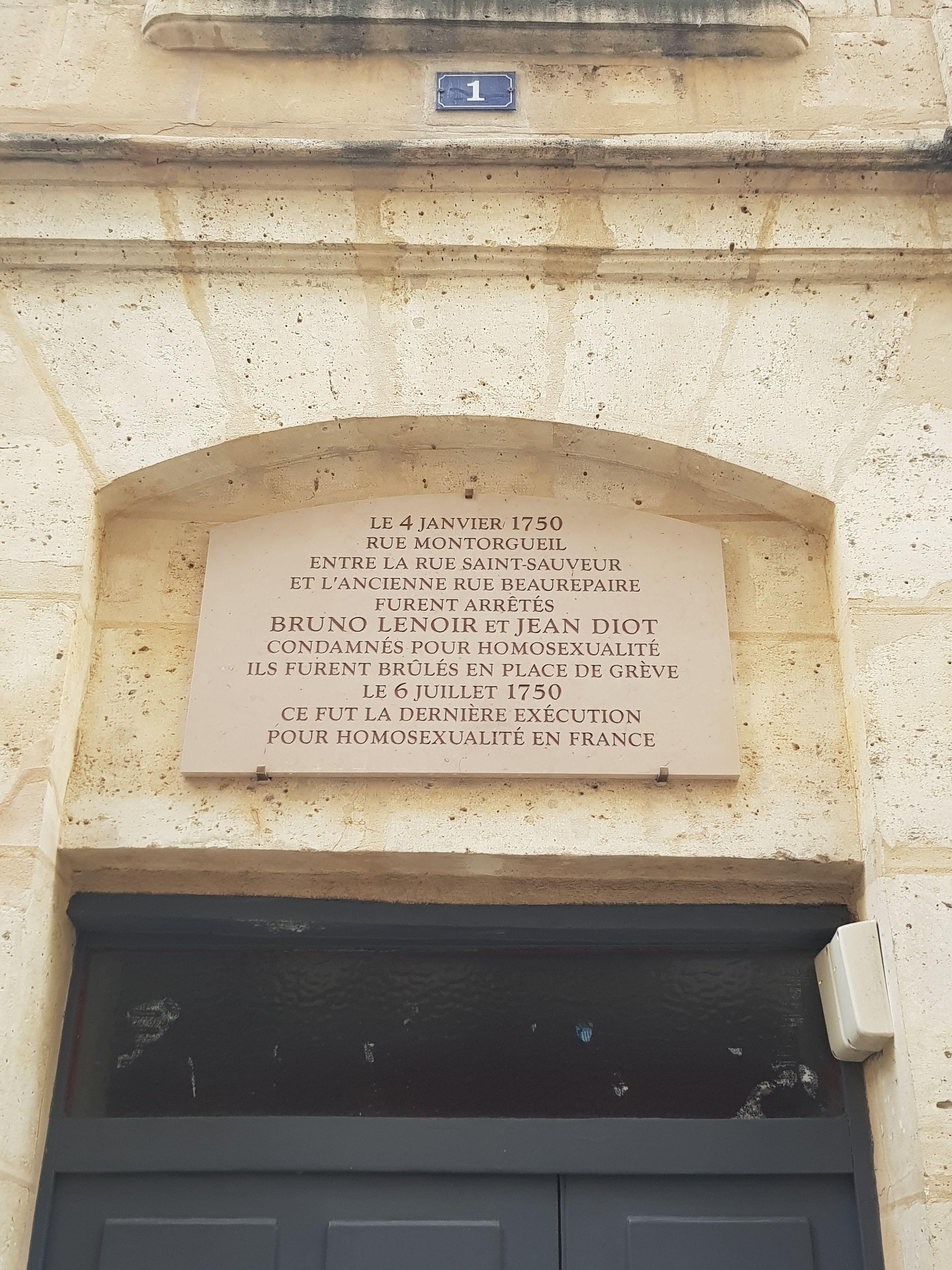
Die etwas vandalismussicherere zweite Version der Gedenktafel

Jean Diot und Bruno Lenoir waren zwei französische Arbeiter, die 1750 in Paris wegen gleichgeschlechtlicher sexueller Handlungen verhaftet, angeklagt und zum Tode verurteilt wurden. Sie waren die letzten Männer, die in Frankreich wegen gleichgeschlechtlicher sexueller Handlungen hingerichtet wurden. Seit 2014 gibt es eine Gedenktafel am Ort ihrer Verhaftung.

## Tat
Am Abend des 4. Januar 1750 ertappte ein Beamter der Guet royale in der Rue Montorgueil den 40-jährigen Jean Diot und den 23-jährigen Bruno Lenoir in einem Hauseingang beim Sex. Jean Diot arbeitete in einer Wurstwarenfabrik in der Nähe, Bruno Lenoir war in der Nachbarschaft als Strickwarenhändler tätig. Der Polizist nahm sie fest. Nach einigen Tagen erklärte Lenoir, Diot habe sich ihm genähert und Sex vorgeschlagen, er habe eingewilligt, aber sie seien durch den Polizisten unterbrochen worden.

## Prozess
In der Anklageschrift hieß es, sie hätten sich „unanständig und verwerflich“ verhalten. Der Prozess begann am 11. April 1750. Am 27. Mai wurden sie zum Tode verurteilt. Ein Richter beschrieb die Tat als „Verbrechen, das wir aus Anstand nicht schriftlich beschreiben dürfen“. Das Urteil wurde am 5. Juni 1750 durch einen öffentlichen Anschlag bekannt gegeben.

## Hinrichtung
Am 6. Juli 1750 wurden sie zum Place de Grève, dem üblichen Ort für Hinrichtungen, gebracht. Ihr Verbrechen wurde der versammelten Menge nicht bekanntgegeben. Sie wurden auf dem Scheiterhaufen an Pfählen gefesselt, erwürgt und dann – mit den Prozessakten – verbrannt.

## Geschichtliche Bedeutung
Jean Diot und Bruno Lenoir waren die letzten Männer, von denen bekannt ist, dass sie in Frankreich allein wegen gleichgeschlechtlicher sexueller Handlungen zum Tode verurteilt wurden. Das Strafmaß war außergewöhnlich hoch – eventuell spielte dabei auch der geringe soziale Rang der beiden eine Rolle. Normalerweise wurden homosexuelle Handlungen mit einigen Tagen Haft und einem Verweis geahndet. Die Intensität strafrechtlicher Verfolgung Homosexueller war im Abnehmen begriffen. Seit 1791 steht in Frankreich „Sodomie“ nicht mehr unter Strafe.

## Gedenken

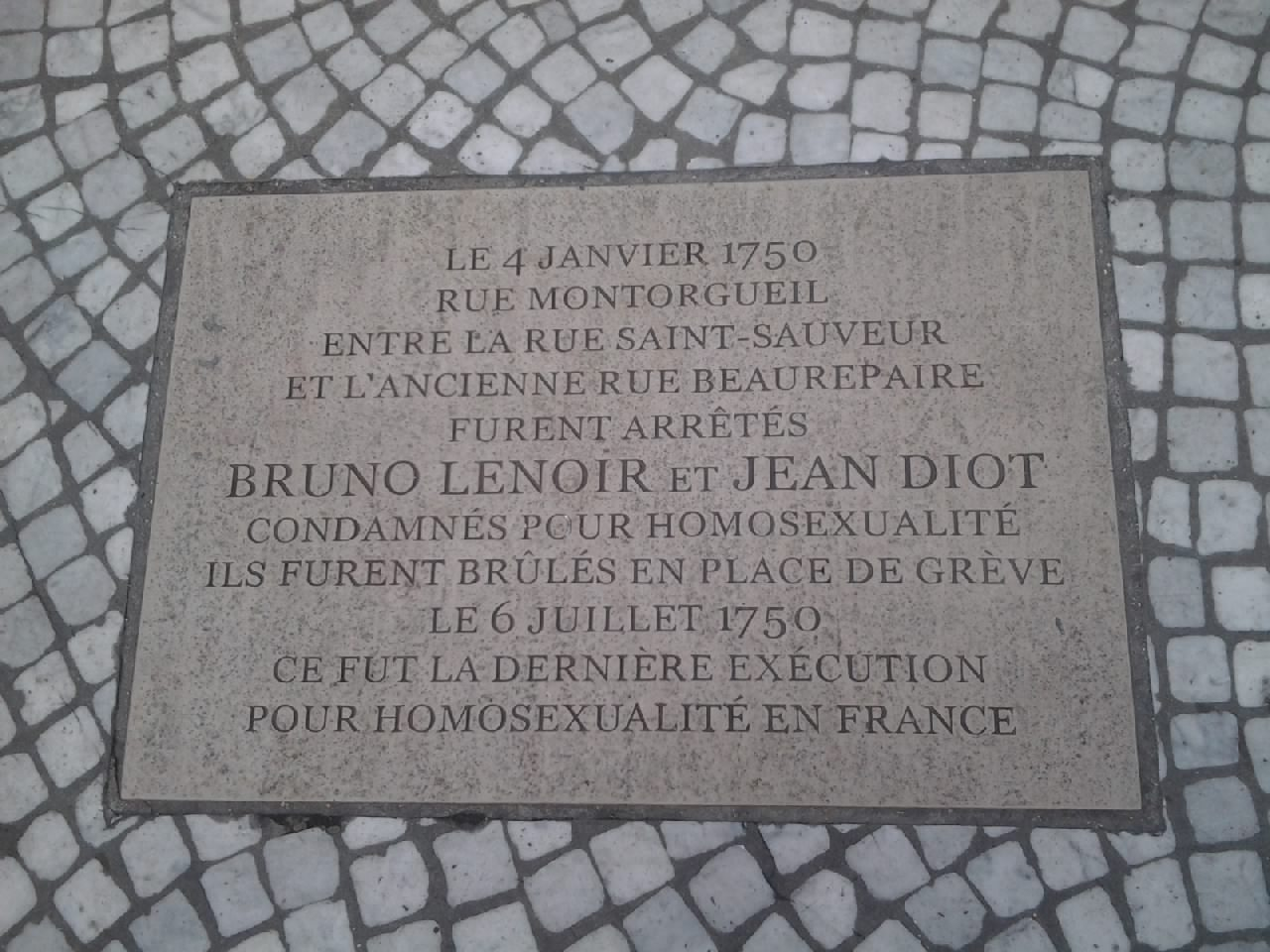
Die erste Gedenktafel, in den Gehweg eingelassen

Der Pariser Stadtrat beschloss 2011, dass Lenoir und Diot gewürdigt werden sollten. Das geschah mit einer Gedenktafel. Am 18. Oktober 2014 wurde sie an der Kreuzung der Rue Montorgueil mit der Rue Bachaumont eine in den Bürgersteig eingelassen. Der Text lautet:

« Le 4 JANVIER 1750
RUE MONTORGUEIL, ENTRE LA RUE SAINT-SAUVEUR
ET L’ANCIENNE RUE BEAUREPAIRE, FURENT ARRËTÉS
BRUNO LENOIR ET JEAN DIOT.
CONDAMNÉS POUR HOMOSEXUALITÉ,
ILS FURENT BRÜLÉS EN PLACE DE GRÈVE LE 6 JUILLET 1750
CE FUT LA DERNIÈRE EXÉCUTION POUR HOMOSEXUALITÉ EN FRANCE »

„Am 4. Januar 1750 wurden auf der rue Montorgueuil, zwischen der rue Saint-Sauveur und der ehemaligen rue Beaurepaire, Bruno Lenois und Jean Diot festgenommen. Wegen Homosexualität verurteilt, wurden sie auf dem Place de Grève am 6. Juli 1750 verbrannt. Dies war die letzte Hinrichtung wegen Homosexualität in Frankreich.“

Bereits am 17. Mai 2018 (IDAHOT) hat ein unbekannter Täter Blumen verbrannt, die dort zum Gedenken niedergelegt waren. Im August 2018, als in Paris die Gay Games stattfanden, wurde die Gedenktafel beschmiert und beschädigt. Der Täter behauptete, schwul zu sein und alles, was mit LGBTQ zu tun habe, zu hassen. Er war der Polizei durch Drohanrufe bekannt und stand in Verbindung mit der politischen Opposition gegen die gleichgeschlechtliche Ehe. Der Täter wurde zu einer Gefängnisstrafe von einem Monat verurteilt. Die Strafe wurde auf Bewährung ausgesetzt.
Inzwischen wurde eine zweite Plakette an der Wand über dem Eingang von 1 rue Léopold-Bellan angebracht.

## Wissenswert
Die Historikerin Pauline Valade hat die Geschichte von Jean Diot und Bruno Lenoir zu einem Roman verarbeitet.